# Embajada de España en Chipre
La Embajada de España en Chipre es la máxima representación legal del Reino de España en la República de Chipre.

## Embajador
El actual embajador es Gabriel Ferrán Carrión, quien fue nombrado por el gobierno de Pedro Sánchez el 14 de septiembre de 2022.

## Misión diplomática
El Reino de España tiene una misión diplomática en el país, la embajada de España en Chipre creada en 1968 con carácter no residente, ya que fue dependiente de la embajada española en Líbano y de la embajada en Damasco. La intensificación de las relaciones entre Chipre, que ingresó en la Unión Europea en 2004, llevó a España a crear una embajada residente en Nicosia en 2002.

## Historia
Chipre fue colonia británica hasta 1960 cuando obtuvo al independencia. España estableció relaciones el 22 de diciembre de 1967 aunque dependían de las embajadas españolas en Líbano (1968-1970 y nuevamente 1998-2000) y Damasco (1970-1998). Tras la invasión turca de Chipre en 1974, se creó la República Turca del Norte de Chipre, pero España siguiendo la postura oficial de la ONU solo reconoce a Chipre como estado soberano deque comprende toda la isla. Desde 2004, año de incorporación de Chipre, España y el país insular comparte membresía de la Unión Europea.